# 붉은 10월
《붉은 10월호의 추적》(The Hunt for Red October)은 1984년 10월 1일 Naval Institute Press에 의해 첫 출간된 톰 클랜시의 데뷔 소설이다.
소련의 잠수함 함장 마르코 라미우스가 자국의 최첨단 탄도미사일 잠수함 레드 10월호와 함께 악행을 저지르는 것처럼 보이는 모습을 묘사하고 있으며, 클랜시의 가장 인기 있는 가상 캐릭터인 중앙정보국에서 일하는 분석가 잭 라이언의 첫 등장을 기념한다. 라미우스가 미국으로 망명하려 한다는 그의 이론을 증명해야 한다.
붉은 10월호의 추적는 특히 당시 미국 진출 이후 소설가로서 클랜시의 성공적인 경력의 시작점이 되었다. 로널드 레이건 대통령은 이 책을 즐겨 읽었다고 말했다. 1990년 3월 2일에 각색된 영화가 발표되었고 이 책을 기반으로 여러 컴퓨터 및 비디오 게임이 개발되었다. 이 책은 테크노 스릴러라는 책 장르를 주류로 끌어들이는 데 중요한 역할을 했다.